# Damon Heta
Damon Heta (Perth, 10 augustus 1987) is een Australische darter die uitkomt voor de PDC. Hij haalde zijn tourkaart voor 2020/2021 door op de UK Q-School van 2020 als vierde op de Q-School Order of Merit te eindigen.

## Carrière
In 2019 plaatste Heta zich voor alle World Series toernooien in Australië en Nieuw-Zeeland. Tijdens de Brisbane Darts Masters zorgde Heta voor een stunt: hij werd de eerste ongeplaatste speler die ooit een World Series-toernooi won. De Brisbane Darts Masters 2019 won Heta door achtereenvolgens James Wade, Gary Anderson, Simon Whitlock en Rob Cross te verslaan. 
In 2020 won Heta de Players Championship nummer 15. In de tweede ronde had hij Michael van Gerwen uitgeschakeld met 6–4. De finale werd gewonnen met een 8–4 zege tegen Joe Cullen.
Op het UK Open 2022, begin maart, won Heta met 10–4 in legs van Michael van Gerwen, alvorens eerst van Andy Boulton te hebben gewonnen. Heta versloeg vervolgens Jonny Clayton en verloor in de kwartfinale van de uiteindelijke winnaar Danny Noppert met 5–10.
Op 19 juni 2022 won hij samen met Simon Whitlock de World Cup of Darts. Het was een eerste titel voor Australië.
In oktober van dat jaar, wist Heta zijn eerste toernooi op de European Tour van de PDC te winnen. Op de Gibraltar Darts Trophy versloeg hij achtereenvolgend Chris Dobey, Joe Cullen, Gabriel Clemens en Michael van Gerwen, waarna hij in de finale mocht aantreden tegen Peter Wright. Deze ontmoeting won de Australiër met 8-7.
In augustus 2024 werd Heta runner-up in de New Zealand Darts Masters. Hij verloor in de finale met 8-2 van Luke Humphries.
Nadat hij Connor Scutt versloeg in de tweede ronde van het PDC World Darts Championship 2025, waarbij hij de dubbel twaalf miste voor een 9-darter, trof Heta Luke Woodhouse. Tegen deze Engelsman gooide hij wél een perfecte leg, wat hem £60.000 opleverde. Ondanks deze 9-darter en een voorsprong van 3-1, won Woodhouse met 4-3.
Op het European Darts Open 2025 haalde Heta de finale door Mickey Mansell, Andreas Harrysson, Matt Campbell en Jonny Clayton te verslaan. In de finale was Nathan Aspinall te sterk.

## Resultaten op Wereldkampioenschappen

### WDF

#### World Cup
- 2011: Laatste 64 (verloren van Scott Wollaston met 2-4)

### PDC
- 2020: Laatste 64 (verloren van Glen Durrant met 0-3)
- 2021: Laatste 96 (verloren van Danny Baggish met 2-3)
- 2022: Laatste 32 (verloren van Peter Wright met 2-4)
- 2023: Laatste 32 (verloren van Joe Cullen met 0-4)
- 2024: Laatste 16 (verloren van Scott Williams met 1-4)
- 2025: Laatste 32 (verloren van Luke Woodhouse met 3-4)

## Resultaten op de World Matchplay
- 2021: Laatste 32 (verloren van Michael van Gerwen met 7-10)
- 2022: Laatste 32 (verloren van Joe Cullen met 2-10)
- 2023: Kwartfinale (verloren van Luke Humphries met 13-16)
- 2024: Laatste 32 (verloren van Ryan Searle met 4-10)
- 2025: Laatste 32 (verloren van Andrew Gilding met 10-12)